# ريتشارد كلارك باركلي
ريتشارد كلارك باركلي (بالإنجليزية: Richard Clark Barkley)‏ هو دبلوماسي أمريكي، ولد في 23 ديسمبر 1932 في شيكاغو في الولايات المتحدة، وتوفي في 30 يناير 2015.

## وصلات خارجية
- ريتشارد كلارك باركلي على موقع إن إن دي بي (الإنجليزية)